# Nuoto ai campionati mondiali di nuoto 2011 - Staffetta 4x100 metri misti maschile
La staffetta 4x200 metri misti maschile ai campionati mondiali di nuoto 2011 si è svolta presso lo Shanghai Oriental Sports Center di Shanghai, in Cina.
Le qualifiche per la finale si sono svolte la mattina del 31 luglio 2011, mentre la finale si è svolta la sera dello stesso giorno.

## Medaglie
| Posizione | Oro | Argento | Bronzo                                                                       |
| --------- | --- | --- | ---------------------------------------------------------------------------- |
| Paese     | Stati Uniti | Australia | Germania                                                                     |
| Atleti    | Nick Thoman Mark Gangloff Michael Phelps Nathan Adrian David Plummer* Eric Shanteau* Tyler McGill* Garrett Weber-Gale* | Hayden Stoeckel Brenton Rickard Geoff Huegill James Magnussen Ben Treffers* Christian Sprenger* Sam Ashby* James Roberts* | Helge Meeuw Hendrik Feldwehr Benjamin Starke Paul Biedermann Markus Deibler* |

## Record
Prima della manifestazione il record del mondo (RM) e il record dei campionati (RC) erano i seguenti.
| Record mondiale       | 3'27"28 | Stati Uniti | 2 agosto 2009 Roma, Italia |
| Record dei campionati | 3'27"28 | Stati Uniti | 2 agosto 2009 Roma, Italia |

Durante la competizione non sono stati migliorati record.

## Risultati batterie
| Pos. | Nazione       | Atleti | Tempo       | Batteria | Corsia | Note |
| ---- | ------------- | --- | ----------- | -------- | ------ | ---- |
| 1    | Stati Uniti   | David Plummer (53.97) Eric Shanteau (1:54.10) Tyler McGill (2:45.10) Garrett Weber-Gale (3:32.42)                | 3:32.42     | 2        | 4      |      |
| 2    | Germania      | Helge Meeuw (53.22) Hendrik Feldwehr (1:53.20) Benjamin Starke (2:44.99) Markus Deibler (3:33.69)                | 3:33.69     | 1        | 6      |      |
| 3    | Paesi Bassi   | Nick Driebergen (54.64) Lennart Stekelenburg (1:55.06) Joeri Verlinden (2:46.85) Sebastiaan Verschuren (3:34.59) | 3:34.59     | 1        | 5      |      |
| 4    | Giappone      | Ryōsuke Irie (53.59) Ryō Tateishi (1:54.11) Takeshi Matsuda (2:45.90) Takurō Fujii (3:34.82)                     | 3:34.82     | 2        | 5      |      |
| 5    | Australia     | Ben Treffers (54.09) Christian Sprenger (1:54.30) Sam Ashby (2:46.36) James Roberts (3:34.88)                    | 3:34.88     | 1        | 4      |      |
| 6    | Canada        | Charles Francis (54.19) Andrew Dickens (1:55.41) Joseph Bartoch (2:47.72) Brent Hayden (3:35.36)                 | 3:35.36     | 2        | 6      |      |
| 7    | Polonia       | Radosław Kawęcki (55.20) Dawid Szulich (1:56.02) Paweł Korzeniowski (2:48.27) Konrad Czerniak (3:36.13)          | 3:36.13     | 3        | 2      |      |
| 8    | Gran Bretagna | Liam Tancock (54.41) Michael Jamieson (1:54.88) Antony James (2:47.83) Adam Brown (3:36.19)                      | 3:36.19     | 3        | 3      |      |
| 9    | Francia       | Jérémy Stravius (53.28) Hugues Duboscq (1:53.42) Florent Manaudou (2:47.44) Fabien Gilot (3:36.21)               | 3:36.21     | 3        | 4      |      |
| 10   | Sudafrica     | Charl Crous (55.60) Cameron van der Burgh (1:55.94) Chad le Clos (2:48.22) Graeme Moore (3:36.47)                | 3:36.47     | 2        | 3      |      |
| 11   | Italia        | Mirco Di Tora (54.64) Fabio Scozzoli (1:54.27) Marco Belotti (2:48.06) Luca Dotto (3:36.74)                      | 3:36.74     | 1        | 3      |      |
| 12   | Russia        | Stanislav Donets (54.25) Roman Sludnov (1:54.86) Evgeny Korotyshkin (2:47.33) Sergey Fesikov (3:36.82)           | 3:36.82     | 3        | 5      |      |
| 13   | Cina          | Xiaolei Sun (54.71) Zhi Xie (1:55.30) Jiawei Zhou (2:47.82) Zhiwu Lu (3:36.92)                                   | 3:36.92     | 3        | 7      |      |
| 14   | Brasile       | Guilherme Guido (55.12) Felipe França (1:55.23) Kaio Almeida (2:48.72) Bruno Fratus (3:36.99)                    | 3:36.99     | 3        | 6      |      |
| 15   | Ungheria      | Péter Bernek (55.07) Dániel Gyurta (1:55.02) Bence Biczó (2:49.10) Dominik Kozma (3:38.24)                       | 3:38.24     | 1        | 2      |      |
| 16   | Svezia        | Simon Sjoedin (55.70) Jakob Dorch (1:57.64) Lars Froelander (2:49.29) Petter Stymne (3:38.34)                    | 3:38.34     | 3        | 1      |      |
| 17   | Lituania      | Matas Andriekus (56.19) Giedrius Titenis (1:56.51) Vytautas Janušaitis (2:49.78) Mindaugas Sadauskas (3:38.57)   | 3:38.57     | 1        | 7      |      |
| -    | Corea del Sud | non partita | non partita | 2        | 2      |      |
| -    | Grecia        | non partita | non partita | 2        | 7      |      |

## Finale
| Pos. | Nazione       | Atleti | Corsia | Tempo   | Note |
| ---- | ------------- | --- | ------ | ------- | ---- |
|      | Stati Uniti   | Nicholas Thoman (53.61) Mark Gangloff (1:53.85) Michael Phelps (2:44.42) Nathan Adrian (3:32.06)                 | 4      | 3:32.06 |      |
|      | Australia     | Hayden Stoeckel (54.22) Brenton Rickard (1:53.54) Geoff Huegill (2:45.26) James Magnussen (3:32.26)              | 2      | 3:32.26 |      |
|      | Germania      | Helge Meeuw (53.53) Hendrik Feldwehr (1:53.25) Benjamin Starke (2:45.08) Paul Biedermann (3:32.60)               | 5      | 3:32.60 |      |
| 4    | Giappone      | Ryōsuke Irie (52.94) Kōsuke Kitajima (1:52.53) Takurō Fujii (2:44.08) Shogo Hihara (3:32.89)                     | 6      | 3:32.89 |      |
| 5    | Paesi Bassi   | Nick Driebergen (54.32) Lennart Stekelenburg (1:54.94) Joeri Verlinden (2:46.54) Sebastiaan Verschuren (3:34.11) | 3      | 3:34.11 |      |
| 6    | Gran Bretagna | Liam Tancock (54.30) Michael Jamieson (1:55.28) Antony James (2:48.09) Adam Brown (3:36.58)                      | 8      | 3:36.58 |      |
| 7    | Canada        | Charles Francis (54.36) Andrew Dickens (1:56.30) Joseph Bartoch (2:49.06) Brent Hayden (3:36.80)                 | 7      | 3:36.80 |      |
| 8    | Polonia       | Marcin Tarczynski (55.69) Dawid Szulich (1:56.73) Paweł Korzeniowski (2:49.17) Konrad Czerniak (3:37.44)         | 1      | 3:37.44 |      |